# Барати (селище)
Барати (рос. Бараты) — селище Селенгинського району, Бурятії Росії. Входить до складу Сільського поселення Барати.
Населення —  517 осіб (2015 рік). 